# الا، بخش هی
الا، بخش هی (به لاتین: Ala, Hiiu County) یک روستا در استونی است که در شهرستان هیو واقع شده‌است.